# 中康酸
中康酸（英語：Mesaconic acid，或称为甲基富马酸、甲基延胡索酸、甲基反丁烯二酸）是一种有机化合物，结构简式HOOCC(CH3)=CHCOOH，常温常压下为无色液体，可由檸檬酸蒸馏而来，同时生成的产物还有柠康酸和衣康酸，也可由柠康酸酐与硝酸共热而得。结晶后为正交晶系针状或单斜棱柱状。溶于热水，乙醇、乙醚，微溶于三氯甲烷、二硫化碳、石油醚。其可作为金属有机框架材料的配体。